# Mexico litoralis
Mexico litoralis is een keversoort uit de familie dwergpilkevers (Limnichidae). De wetenschappelijke naam van de soort werd in 1972 gepubliceerd door Theodore James Spilman.